# Jordan Gilbert
Jordan „n0thing“ Gilbert (* 25. Oktober 1990) ist ein ehemaliger US-amerikanischer Counter-Strike: Global Offensive und Counter-Strike-Spieler. Zu seinen größten Erfolgen zählt der Sieg bei den ESL Pro League Season 4 Finals 2016 als Teil der E-Sport-Organisation Cloud9.

## Professionelle E-Sports-Karriere
Jordan „n0thing“ Gilbert erreichte bereits in Counter-Strike 1.6 internationale Aufmerksamkeit mit den Evil Geniuses. Bei den Extreme Masters Season III – Los Angeles stieg er erstmals bei einem größeren Turnier auf das Podest. Weiterhin für EG spielend erreichte n0thing 2009 mit dem amerikanischen Team erste Siege in der ESEA League, beim GameGune Mexico 2009 und bei den Intel Extreme Masters IV – American Championship Finals.
Nach weiteren Siegen beim MSI BEAT IT 2010 und vier weiteren Erfolgen in der ESEA League in den Jahren 2010 und 2011 musste sich Jordan Gilbert nach der Auflösung der CS-Abteilung der Evil Geniuses nach einem neuen Team umsehen. So spielte er im Zuge der beginnenden Umstellung auf Counter-Strike: Global Offensive für mehrere Organisationen und Clans. Mit Maximum Effort gelang ihm der Sieg bei der 11. Season der ESEA-Finals. Auch mit den Teams UMX, Netcode Illuminati, Dynamic und UMAD feierte der Amerikaner kleinere Erfolge. Im August 2013 nahm CompLexity n0thing unter Vertrag. Mit diesem erreichte der Amerikaner seinen bisher höchsten Preisgeldgewinn mit dem Halbfinaleinzug beim DreamHack Winter 2013. Auch bei der EMS One Katowice 2014 kam sein Team bis ins Viertelfinale. Die ansprechenden Leistungen des Teams veranlassten Cloud 9 im August 2014 zu einer Verpflichtung des coL-Teams.
Mit Cloud 9 erreichte n0thing den Viertelfinaleinzug bei der ESL One Cologne 2014. Seitdem sucht er mit seinem Team den Anschluss an die Weltspitze. Im Juli 2015 konnte Gilberts Team mit einem zweiten Platz auf den Finals der ESL ESEA Pro League Season 1 und beim Electronic Sports World Cup Final 2015 überzeugen. Im Oktober 2016 gewann Gilbert mit C9 das Finale der ESL Pro League Season 4.

## Erfolge
Die folgende Tabelle zeigt nur die bedeutendsten Erfolge von n0thing. Die Preisgeldsummen entsprechen einem Fünftel des gewonnenen Gesamtpreisgeldes des jeweiligen Teams, da Counter-Strike in Fünferteams gespielt wird. Mousesports stellt hier eine Ausnahme dar, da dort der Coach des Teams denselben Anteil wie ein Spieler erhält.
| Jahr                             | Platz              | Turnier                                                       | Team               | Persönliches Preisgeld |
| Counter-Strike 1.6               | Counter-Strike 1.6 | Counter-Strike 1.6                                            | Counter-Strike 1.6 | Counter-Strike 1.6     |
| -------------------------------- | ------------------ | ------------------------------------------------------------- | ------------------ | ---------------------- |
| 2008                             | 3.                 | Extreme Masters Season III – Global Challenge: Los Angeles    | Evil Geniuses      | 01.200 $               |
| 2009                             | 1.                 | ESEA Season 2                                                 | Evil Geniuses      | 00800 $                |
| 2009                             | 1.                 | ESEA Season 3                                                 | Evil Geniuses      | 01.000 $               |
| 2009                             | 1.                 | GameGune Mexico 2009                                          | Evil Geniuses      | 48.000 MXN             |
| 2009                             | 3.                 | Arbalet Cup Europe 2009                                       | Evil Geniuses      | 01.000 $               |
| 2009                             | 1.                 | Intel Extreme Masters IV – American Championship Finals       | Evil Geniuses      | 03.000 $               |
| 2010                             | 1.                 | ESEA Season 5                                                 | Evil Geniuses      | 01.200 $               |
| 2010                             | 1.                 | ESEA Season 6                                                 | Evil Geniuses      | 01.250 $               |
| 2010                             | 3.                 | Arbalet Cup Dallas 2010                                       | Evil Geniuses      | 02.000 $               |
| 2010                             | 1.                 | MSI BEAT IT 2010                                              | Evil Geniuses      | 03.000 $               |
| 2010                             | 2.                 | Intel Extreme Masters Season V – American Championship Finals | Evil Geniuses      | 01.100 $               |
| 2010                             | 1.                 | ESEA Season 7                                                 | Evil Geniuses      | 01.400 $               |
| 2011                             | 1.                 | ESEA Season 8                                                 | Evil Geniuses      | 01.400 $               |
| 2011                             | 1.                 | ESEA Season 9                                                 | Evil Geniuses      | 02.000 $               |
| 2012                             | 1.                 | ESEA Season 11                                                | Maximum Effort     | 02.000 $               |
| 2013                             | 1.                 | ESEA Season 13                                                | Netcode Illuminati | 00960 $                |
| Counter Strike: Global Offensive |                    |                                                               |                    |                        |
| 2013                             | 2.                 | ESEA Season 14                                                | CompLexity         | 01.600 $               |
| 2013                             | 3. – 4.            | DreamHack Winter 2013                                         | CompLexity         | 04.400 $               |
| 2014                             | 5. – 8.            | EMS One Katowice 2014                                         | CompLexity         | 02.000 $               |
| 2014                             | 2.                 | ESEA Season 16                                                | CompLexity         | 01.200 $               |
| 2014                             | 5. – 8.            | ESL One Cologne 2014                                          | Cloud 9            | 02.000 $               |
| 2015                             | 1.                 | HTC Reborn Invitational                                       | Cloud 9            | 01.000 $               |
| 2015                             | 1.                 | ESL ESEA Pro League Season 1 NA Division                      | Cloud 9            | 03.600 $               |
| 2015                             | 2.                 | ESL ESEA Pro League Season 1 Finals                           | Cloud 9            | 12.000 $               |
| 2015                             | 2.                 | ESWC Final 2015                                               | Cloud 9            | 03.000 $               |
| 2015                             | 2.                 | FaceIT League 2015 Stage 2                                    | Cloud 9            | 04.000 $               |
| 2015                             | 3. – 4.            | CEVO Pro Season 7 Finals                                      | Cloud 9            | 02.000 $               |
| 2015                             | 1.                 | iBUYPOWER Cup 2015                                            | Cloud 9            | 13.000 $               |
| 2015                             | 1.                 | RGN Pro Series Championship 2015                              | Cloud 9            | 03.000 $               |
| 2016                             | 1.                 | iBUYPOWER Invitational 2016 – Spring                          | Cloud 9            | 02.000 $               |
| 2016                             | 3. – 4.            | DreamHack Austin 2016                                         | Cloud 9            | 02.000 $               |
| 2016                             | 5. – 6.            | Esports Championship Series Season 1 – Finals                 | Cloud 9            | 13.000 $               |
| 2016                             | 5. – 8.            | Eleague Season 1                                              | Cloud 9            | 10.000 $               |
| 2016                             | 3. – 4.            | Star Ladder i-League StarSeries Season 2                      | Cloud 9            | 05.000 $               |
| 2016                             | 2.                 | DreamHack Bucharest 2016                                      | Cloud 9            | 04.000 $               |
| 2016                             | 1.                 | ESL Pro League Season 4: Finals                               | Cloud 9            | 40.000 $               |
| 2016                             | 2.                 | iBUYPOWER Masters 2016                                        | Cloud 9            | 03.000 $               |
| 2017                             | 1.                 | iBUYPOWER Invitational 2017 – Spring                          | Cloud 9            | 02.000 $               |
| 2017                             | 4.                 | cs_summit                                                     | Cloud 9            | 03.000 $               |
| 2017                             | 1.                 | Subaru Invitational 2017                                      | Cloud 9            | 02.000 $               |
| 2017                             | 1.                 | PGL Major: Kraków 2017 – Americas Mibor                       | Cloud 9            | 06.000 $               |
| 2017                             | 3. – 4.            | Esports Championship Series Season 3 – Finals                 | Cloud 9            | 13.000 $               |
| 2017                             | 2.                 | ESL One Cologne 2017                                          | Cloud 9            | 08.000 $               |
| 2018                             | 2.                 | ESL One Belo Horizonte                                        | mousesports        | 06.666 $               |

## Sonstiges
Jordan „n0thing“ Gilbert streamt regelmäßig auf dem Spielestreamingportal Twitch. Während einer solchen Liveübertragung im Juli 2014 wurde n0thing Opfer des sogenannten Swattings. Dabei stürmten Einheiten der US-amerikanischen Spezialeinheit SWAT das Haus des Spielers in Folge von kritischen Falschinformationen.
Des Weiteren unterstützt Jordan „n0thing“ Gilbert die Turnierveranstalter bei den Übertragungen. So moderierte er beim Electronic Sports World Cup 2014 nach dem Ausscheiden seines Teams zusammen mit Anders „Anders“ Blume oder Auguste „Semmler“ Massonnat einige Spiele.